# You're Beautiful
Cet article concerne la chanson. Pour la série télévisée, voir You're Beautiful.
Singles de James Blunt
Wisemen Goodbye My Lover
Pistes de Back to Bedlam
High Wisemen
You're Beautiful est le quatrième single tiré de l'album Back to Bedlam du chanteur britannique James Blunt, composée par ce dernier et coécrite avec Amanda Ghost et sortie en 2004. Elle est nommée au Grammy Award de la chanson de l'année.
La chanson raconte l'histoire du chanteur qui voit son ex-amoureuse avec un autre homme. Il s'agit d'une chanson principalement destinée aux femmes, qui, si elle a été vendue à plus de trois millions d'exemplaires dans le monde, a fait perdre au chanteur une part de son public masculin.
Elton John, qui a le même manager, pense que You're Beautiful est le successeur de Your Song.[réf. nécessaire]
Cette chanson est la chanson numéro un en Angleterre pour les mariages[réf. nécessaire].
La chanson a permis la célébrité de James Blunt mais en 2014, le chanteur a estimé qu'elle avait été surexploitée, ce qui l'aurait rendue « ennuyeuse ».
Elle est utilisée pour le générique de l'émission française L'amour est dans le pré jusqu'en 2015 et sert toujours de générique à la version belge francophone de cette émission.
Il existe une version parodique de Weird Al Yankovic, sous le titre You're Pitiful (« tu es pitoyable »).

## Clip vidéo
Le clip vidéo est réalisé par Sam Brown sur un plateau enneigé au bord de la mer de l'Écosse et filme James Blunt en train de se déshabiller, se déchausser et poser ses objets de valeur avant de sauter de dos de la falaise dans l'eau glacée sous les flocons de neige, pieds et torse nus.

## Classements
| Classement (2005)                       | Meilleure position |
| --------------------------------------- | ------------------ |
| Allemagne (Media Control AG)            | 2                  |
| Australie (ARIA)                        | 2                  |
| Autriche (Ö3 Austria Top 40)            | 6                  |
| Belgique (Flandre Ultratop 50 Singles)  | 1                  |
| Belgique (Wallonie Ultratop 50 Singles) | 3                  |
| Espagne (PROMUSICAE)                    | 43                 |
| France (SNEP)                           | 5                  |
| Norvège (VG-lista)                      | 1                  |
| Nouvelle-Zélande (RMNZ)                 | 4                  |
| Pays-Bas (Nederlandse Top 40)           | 1                  |
| Suède (Sverigetopplistan)               | 1                  |
| Suisse (Schweizer Hitparade)            | 2                  |